# Quadro de medalhas dos Jogos Olímpicos de Verão de 1904

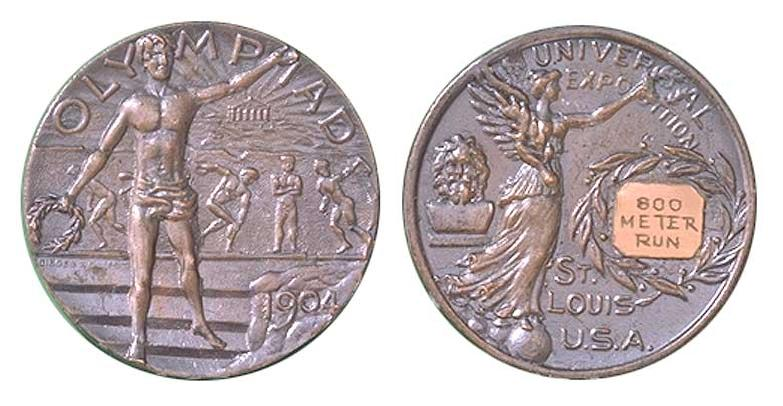
Medalha de prata concedida na prova de 800 metros rasos nos Jogos Olímpicos de Verão de 1904

Os Jogos Olímpicos de Verão de 1904 foram realizados em St. Louis, Missouri, Estados Unidos, entre os dias 1º de julho e 23 de novembro de 1904, como parte da Exposição Universal de 1904. Um total de 651 atletas de 12 nações participaram de 94 eventos em 16 esportes nesses jogos. Esta lista inclui as medalhas concedidas em cada um desses eventos, excluindo as premiadas no esporte de polo aquático, que são mencionadas nos relatórios dos jogos para os Jogos Olímpicos de 1904, mas que atualmente não estão incluídas no banco de dados de medalhas do Comitê Olímpico Internacional. Os Estados Unidos ganharam todas as três medalhas nessa competição, com uma equipe de Nova Iorque em primeiro lugar, uma equipe de Chicago em segundo e uma equipe de Missouri em terceiro.
Nove nações participantes ganharam medalhas, além de duas medalhas conquistadas por equipes mistas. Nos primeiros Jogos Olímpicos, vários eventos de equipe foram disputados por atletas de várias nações. Retroativamente, o COI criou a designação "equipe mista" (com o código do país ZZX) para se referir a esses grupos de atletas. Durante os Jogos de 1904, os atletas participantes de equipes mistas ganharam medalhas no atletismo e na esgrima. Alguns atletas ganharam medalhas tanto individualmente quanto como parte de uma equipe mista, portanto, essas medalhas são tabuladas em diferentes países nas contagens oficiais.
Os Estados Unidos conquistaram 239 medalhas, estabelecendo um recorde que ainda hoje persiste. A União Soviética esteve mais perto de bater o recorde com 195 medalhas nos Jogos Olímpicos de Verão de 1980 e atualmente está em segundo lugar. Os soviéticos, no entanto, ganharam um recorde de 80 medalhas de ouro, ultrapassando 78 medalhas de ouro conquistadas pelos norte-americanos em 1904. No entanto, os Estados Unidos posteriormente conquistaram 83 medalhas de ouro nos Jogos Olímpicos de Verão de 1984, estabelecendo outro recorde olímpico. As medalhas de ouro foram concedidas aos vencedores das competições pela primeira vez nos Jogos de 1904. Antes disso, uma medalha de prata era concedida aos primeiros colocados e uma medalha de bronze aos segundos colocados.

## Quadro de medalhas

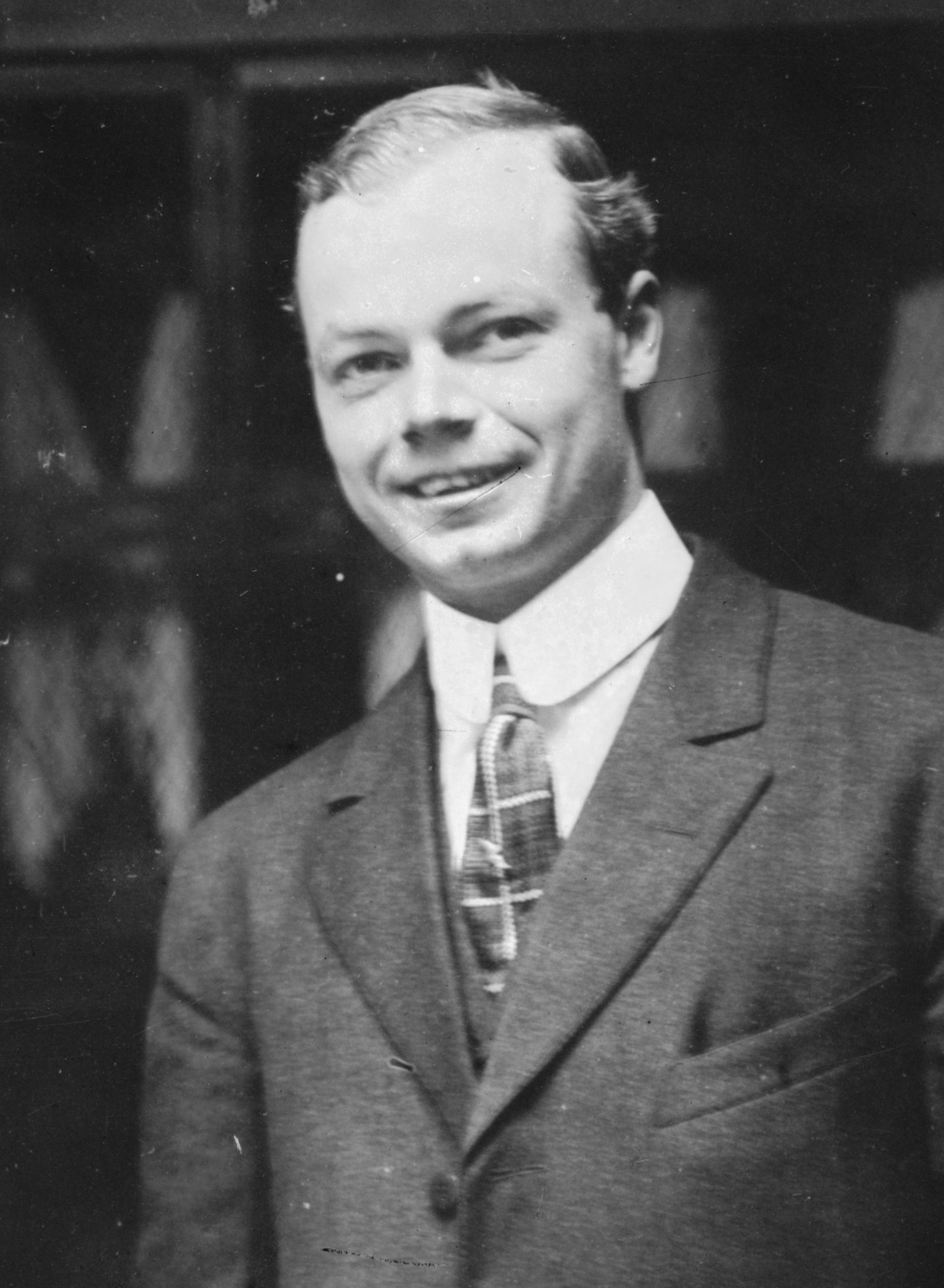
Charles Daniels conquistou três medalhas de ouro, uma de prata e uma de bronze na natação para os Estados Unidos durante os Jogos de 1904

A classificação neste quadro é baseada em informações fornecidas pelo Comitê Olímpico Internacional (COI) e é consistente com a convenção do COI em seus quadros de medalhas publicados. Por padrão, a tabela é ordenada pelo número de medalhas de ouro que os atletas de um Comitê Olímpico Nacional conquistaram (uma nação é representada nos Jogos pelo Comitê Olímpico Nacional associado). O número de medalhas de prata é levado em consideração a seguir e, em seguida, o número de medalhas de bronze. Se os CONs ainda estiverem empatados, a mesma classificação será fornecida e eles serão listados em ordem alfabética por código de país do COI.
| Ordem | País               | Medalha de ouro | Medalha de prata | Medalha de bronze |     |
| ----- | ------------------ | --------------- | ---------------- | ----------------- | --- |
| 1     | USA Estados Unidos | 78              | 82               | 79                | 239 |
| 2     | GER Alemanha       | 4               | 4                | 5                 | 13  |
| 3     | CUB Cuba           | 4               | 2                | 3                 | 9   |
| 4     | CAN Canadá         | 4               | 1                | 1                 | 6   |
| 5     | HUN Hungria        | 2               | 1                | 1                 | 4   |
| 6     | GBR Grã-Bretanha   | 1               | 1                |                   | 2   |
| 6     | ZZX Equipa mista   | 1               | 1                |                   | 2   |
| 8     | GRE Grécia         | 1               |                  | 1                 | 2   |
| 8     | SUI Suíça          | 1               |                  | 1                 | 2   |
| 10    | AUT Áustria        |                 |                  | 1                 | 1   |
| TOTAL | TOTAL              | 96              | 92               | 92                | 280 |

      Nação anfitriã (Estados Unidos)